# بوهة شطانوف
بوهة شطانوف إحدى قرى مركز أشمون التابع لمحافظة المنوفية بجمهورية مصر العربية.

## التاريخ
ذكر محمد رمزي في كتابه القاموس الجغرافي للبلاد المصرية أن بوهة شطانوف من القرى القديمة، حيث ورد ذكرها ملحقة بقرية شطنوف في كتابي «قوانين ابن مماتي» و«تحفة الإرشاد» تحت اسم «شطنوف وبوهتها» كما ذكرها ابن الجيعان في كتابه «التحفة السنية بأسماء البلاد المصرية»، بأنها من الأعمال المنوفية، وأن مساحتها 1,027 فدان.
كما ذكر تأريخ سنة 1228هـ/1813م، أنه تم فصل ناحية من بوهة شطانوف تحت اسم كفر عون، ثم أعيد ضم كفر عون إلى بوهة شطانوف إداريًا في سنة 1319هـ/1901م. إلا أن كفر عون الآن قرية مستقلة عن بوهة شطانوف.

## السكان
بلغ عدد سكان بوهة شطانوف 9,411 نسمة، منهم 4،901 رجل و4510 إمرأة، حسب الإحصاء الرسمي لعام 2006.